# 솝호스

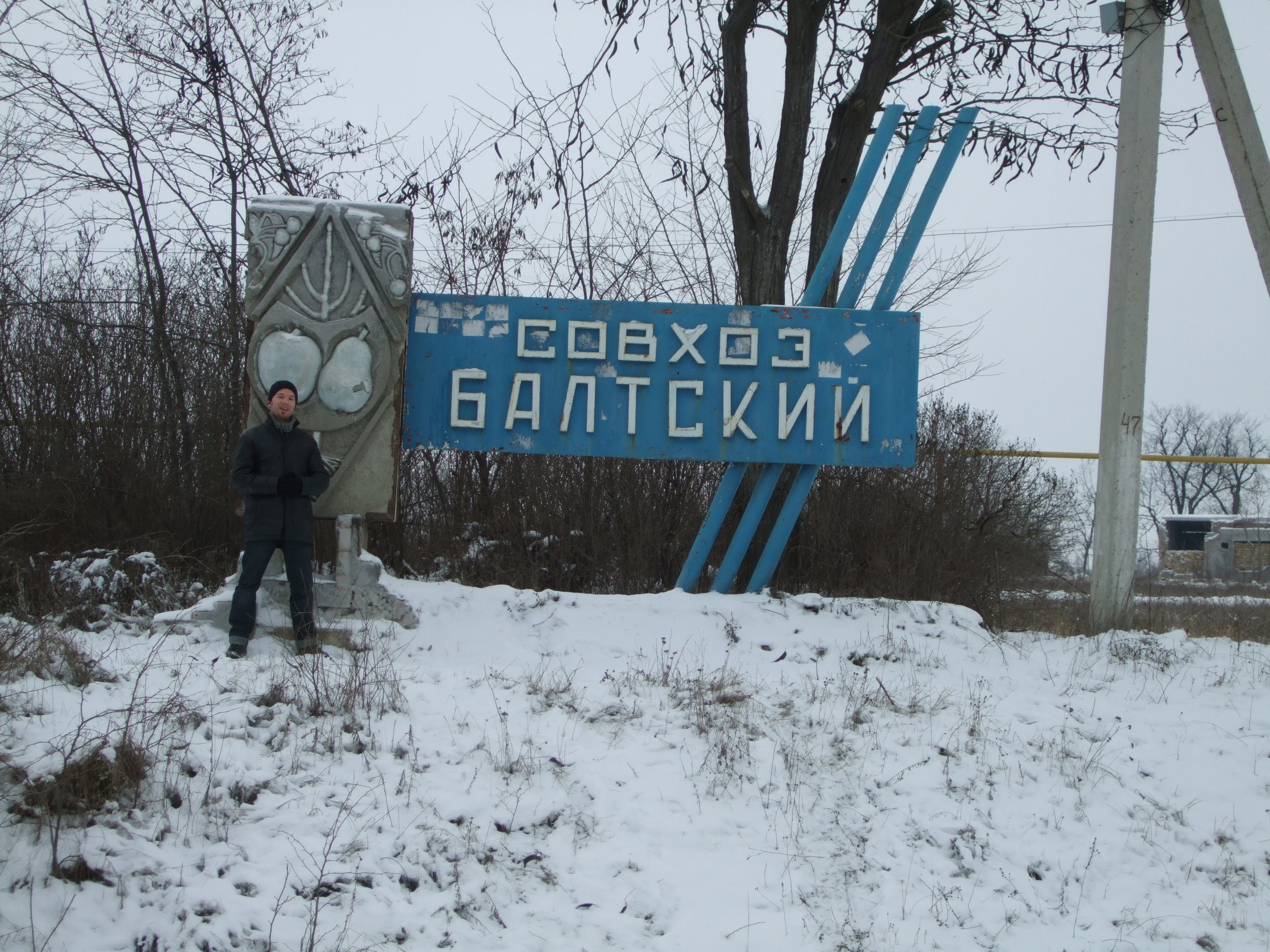

솝호스(러시아어: совхо́з)는 소련의 국영농장 체계이다. 반관반민 농장 형식의 집단농장인 콜호스와는 달리 국가에서 운영했다. 솝호스는 소베츠코예 호자이스트보(советское хозяйство)의 러시아어 약칭으로서 '소비에트 농장'이라는 뜻이다. 국가의 계획에 따라 농업 생산을 하고 생산물은 국가에 양도된다. 생산하는 작물은 국가의 명령을 따르며 수매 가격 또한 국가의 결정에 따른다.